# Léon Bouckaert
Léon Bouckaert (Aarsele, 11 augustus 1833 - Ursel, 23 mei 1902), was burgemeester van de Belgische gemeente Ursel van 1893 tot 1902.

## Familie
Hij was de zoon van  fabrikant Charles Bernard Bouckaert (1802-1863) en Julia van den Driessche (1798-1869). In 1867 vestigde hij zich te Ursel als notaris en bleef dit beroep uitoefenen tot 1895.
Léon Bouckaert was een eerste maal gehuwd met Marie Colette Jeanne Milliau (1841-1882). Na haar overlijden huwde hij met Mathilde Adelaïde Mélanie Dominica De Reu (1852-1918).
Zoon Armand (1869-1924) - uit het eerste huwelijk - was schepen en de laatste notaris, waarvan het notariaat gevestigd was in een herenhuis in het centrum. Tijdens de Eerste Wereldoorlog gaf Armand Bouckaert onderdak aan de Belgische generaal Honoré Drubbel, die er in oktober 1918 koning Albert I van België ontving.